# Patteriol
Patteriol (3056 m n. m.) je dominantní hora v pohoří Verwall v Rakousku. Nachází se ve spolkové zemi Tyrolsko. Pod ním stojí turistická Kostnická chata ve výšce 1688 m n. m.

## Výstupy
Normální cesta (horolezecká obtížnost 2 UIAA) vede po trase prvovýstupu, který provedli okolo roku 1860 dva zeměměřiči, tři lovci a jeden voják. Kromě výstupu ji horolezci využívají také k sestupu po vylezení náročnějších cest. Pro vysokohorské turisty je součástí Bruckmannovy cesty, která propojuje Heilbronnerskou a Kostnickou chatu.
Další populární výstupy vedou severovýchodním hřebenem (4 UIAA), východním pilířem (4+ UIAA) a jižním pilířem (4+ UIAA).

## Galerie

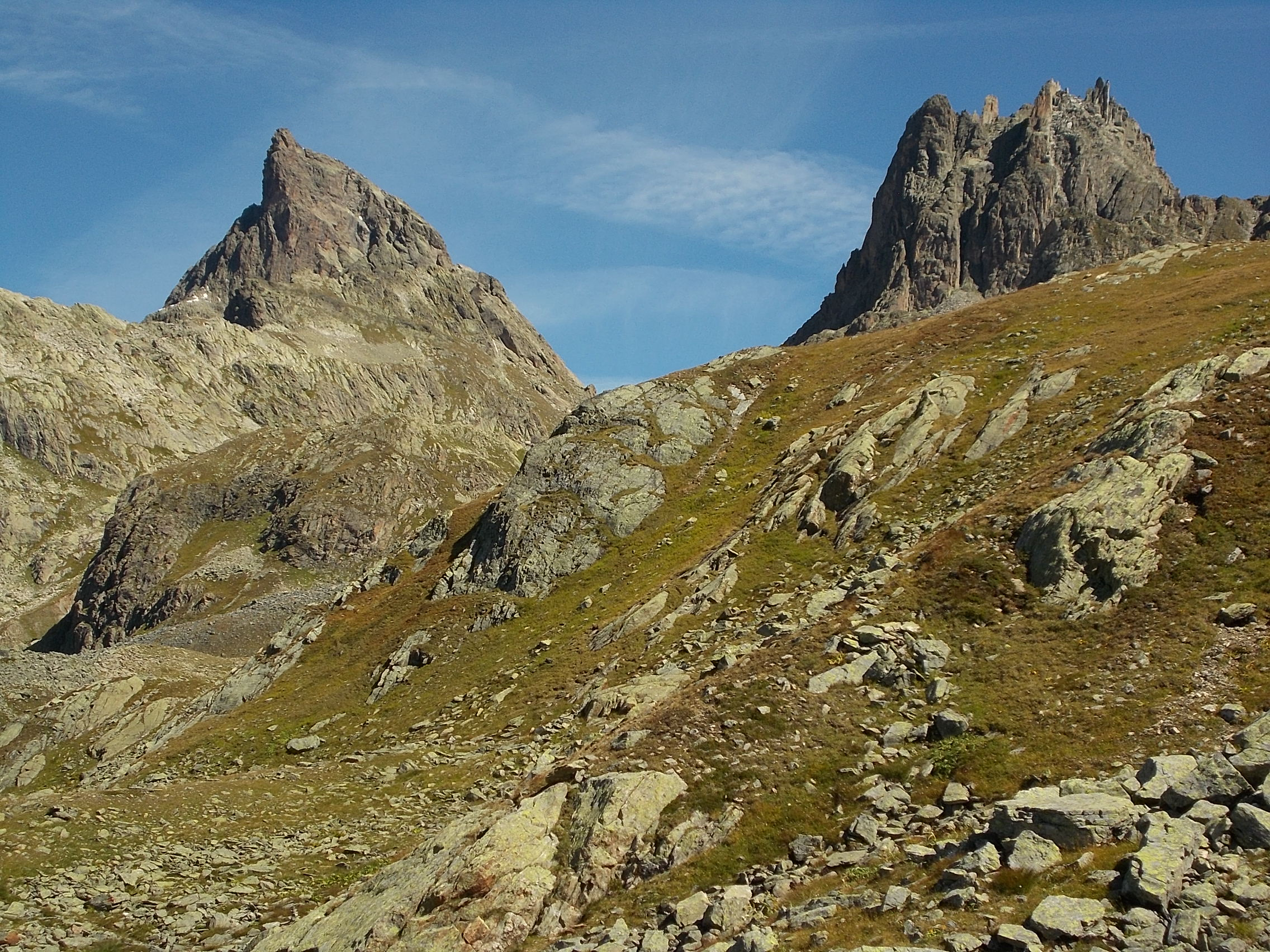
Patteriol vlevo, Fasulspitze vpravo
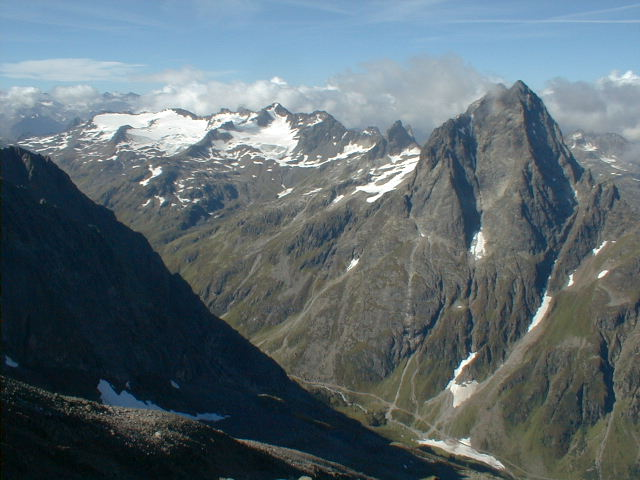
Pohled na Patteriol ze Schebleru
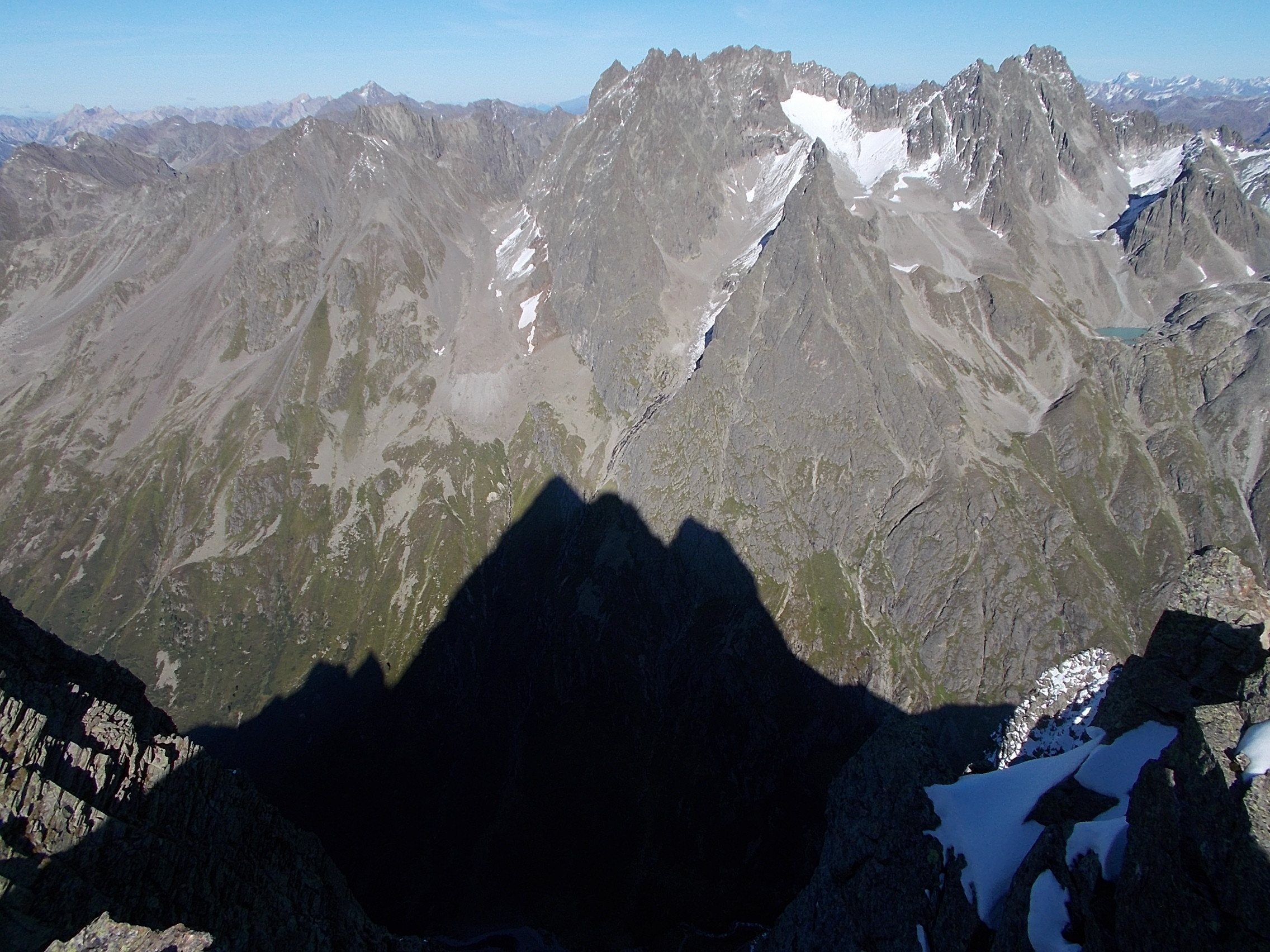
Stín Patteriolu padá na údolí Fasultal
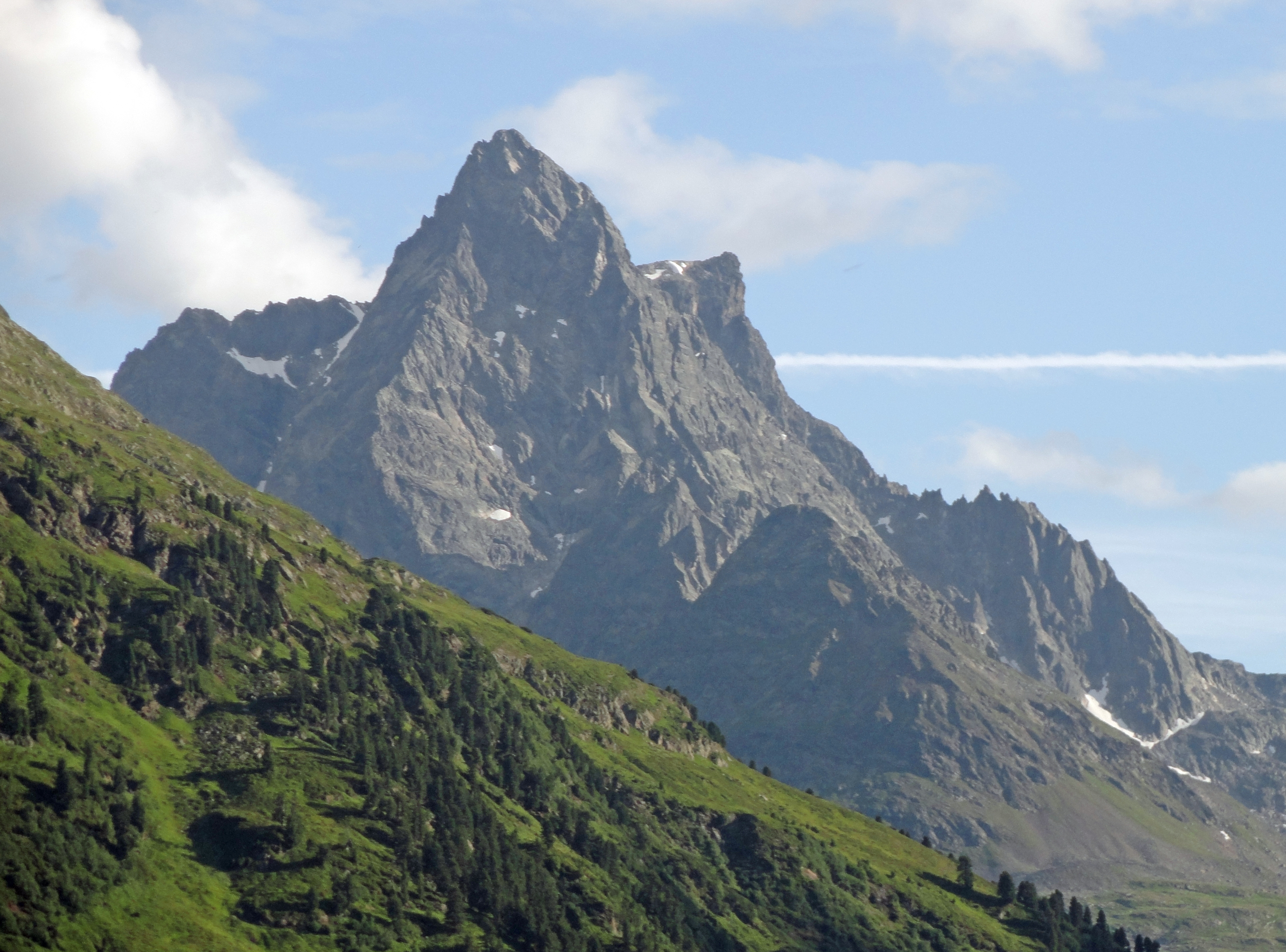
Patteriol od severovýchodu
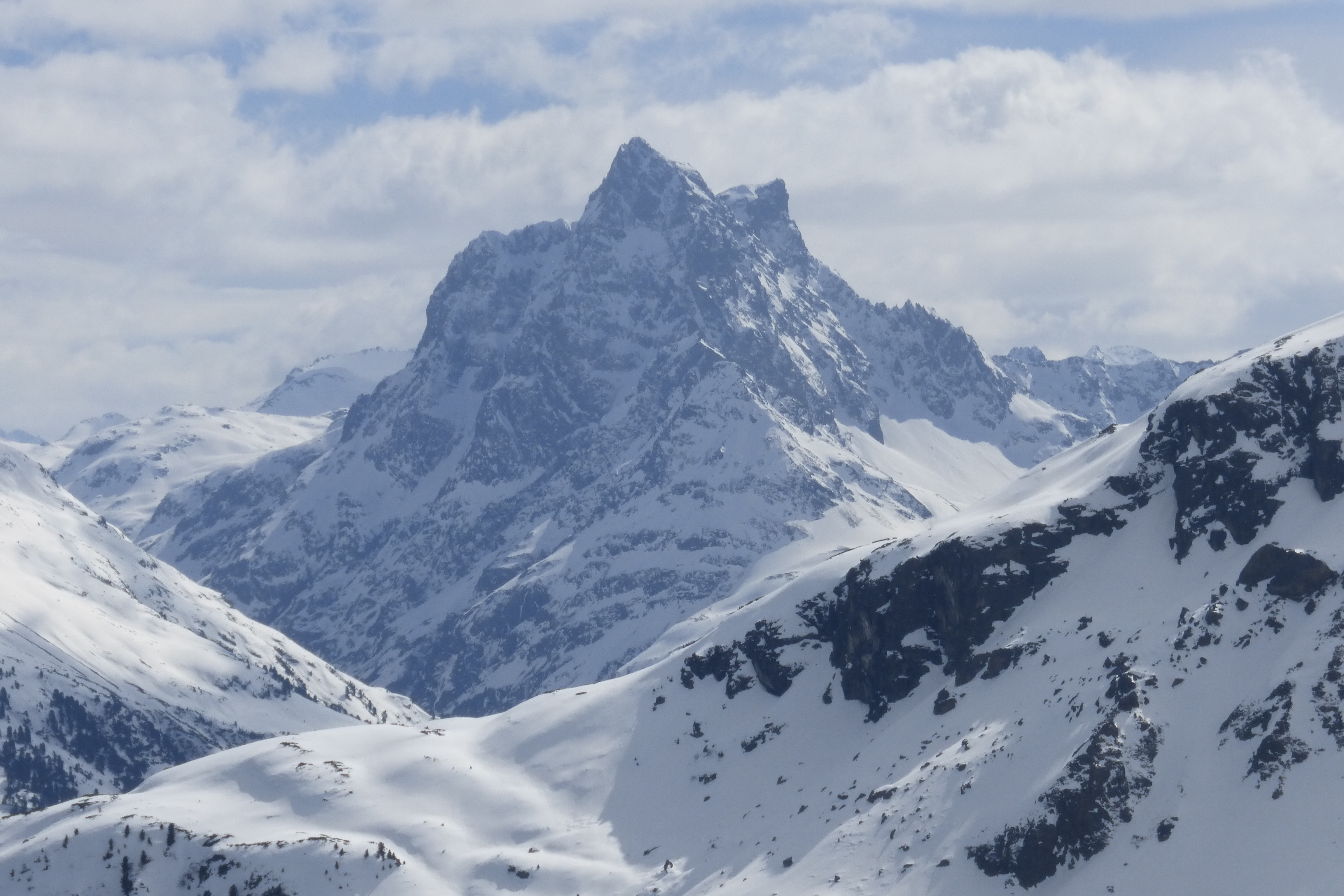
Severní stěna Patteriolu v zimě